# Spaghetti alla puttanesca

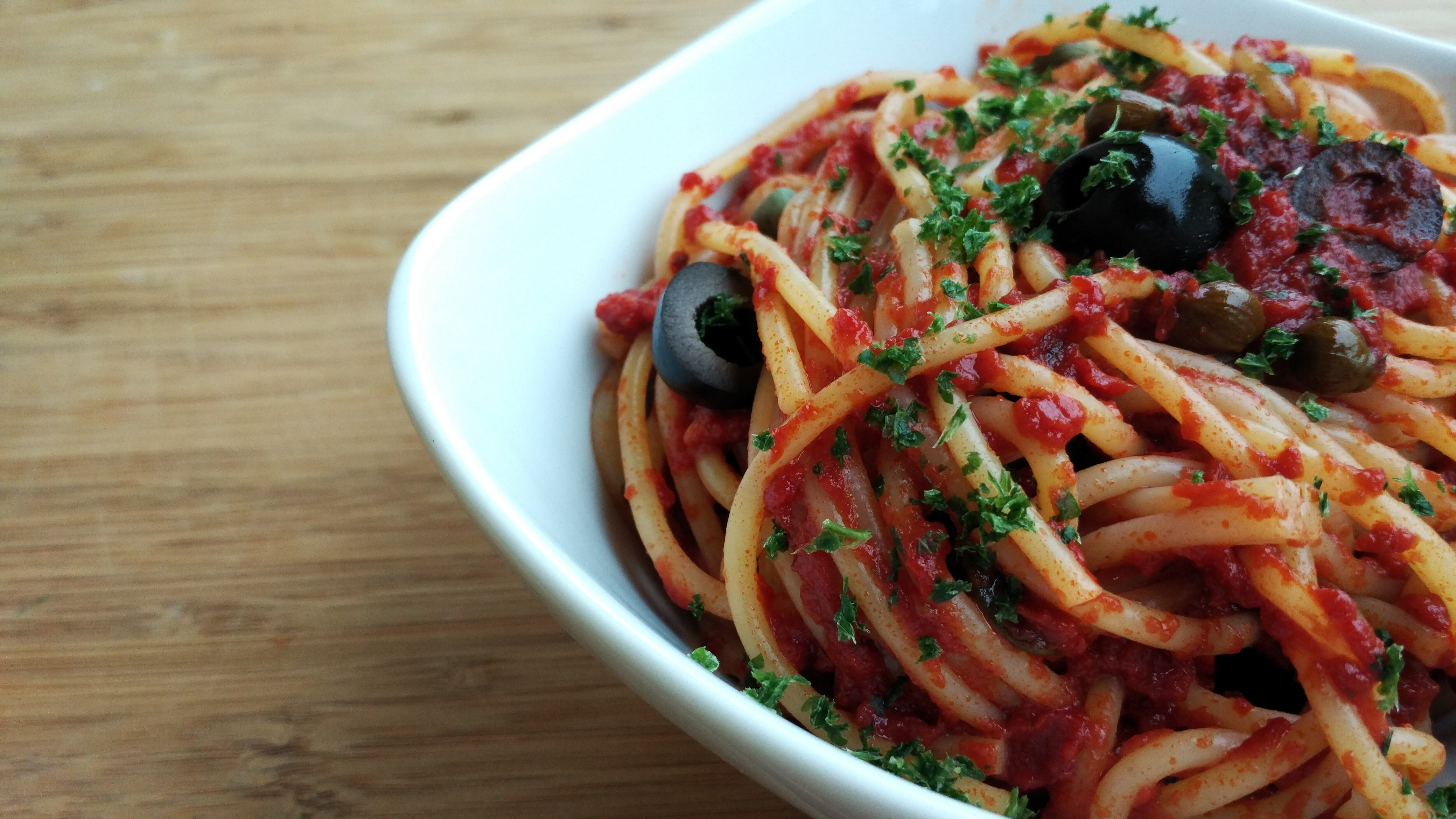
En portion hemlagad puttanesca serverad med spaghetti

Spaghetti alla puttanesca är en traditionell italiensk pastarätt med en sås bestående av krossade tomater, olivolja, vitlök, oliver, kapris och sardeller. Rätten är relativt sent påkommen. Först på 1960-talet började den bli allmänt känd, enligt Unione Industriali Pastai Italiani, de italienska pastatillverkarnas förening.

## Namnet
Det finns många historier om bakgrunden till rättens namn (puttanesca betyder "på en horas vis"), den ena mer fantasirik än den andra. Den trovärdigaste är dock den som journalisten Annarita Cuomo skrev 2005 i lokaltidningen Il Golfo för öarna Ischia och Procida, att rätten uppfanns på 1950-talet av arkitekten och restaurangägaren Sandro Petti på Ischia för några hungriga vänner en sen sommarkväll.
| ” | Det var faktiskt arkitekten Sandro Petti som uppfann den berömda puttanescasåsen en sen sommarkväll i början av 1950-talet i köket på sin restaurang Rancio Fellone. Han berättar själv: "Den där kvällen för så många år sedan hade jag en grupp vänner sittande vid ett bord i restaurangen. Det var väldigt sent och det fanns ingenting kvar i kökets kylskåp, Vännerna var emellertid väldigt hungriga och tjatade på mig att försöka sno ihop nånting. De sa: 'Kom igen Sandy! Det är sent och vi är hungriga, så vart ska vi gå? Fixa fram en hora.'" Den "hora" som kökstrollkarlen Sandro Petti bar fram till bordet en stund senare var ett ångande fat med spaghetti alla puttanesca (fast den hade då inte blivit döpt än). Rätten från den berömda natten blev sedan ett måste på restaurangmenyerna på Ischia, och spred sig sedan därifrån till fastlandet och sedan över hela världen. | „ |

## Recept
Ingredienserna för en klassisk sugo alla puttanesca kännetecknas av de är basvaror som italienare ofta har i sina skafferier:
- Olivolja
- Finhackad vitlök
- Finhackad chilipeppar
- Mosade sardeller
- Krossade tomater
- Kapris
- Urkärnade svarta oliver
- Hackad persilja och färsk basilika till garnering

Vitlöken, chilipepparn och sardellerna bryns en kort stund i olivoljan i en stekpanna. De krossade tomaterna hälls i, och när såsen börjar koka tillsätts kaprisen och oliverna. Såsen får sjuda upp på nytt någon minut, innan den sedan hälls över nykokt spaghetti och garneras med hackad persilja och färska basilikablad. Riven parmesanost serveras oftast till.